# Бандажевський Юрій Іванович
Юрій Іванович Бандажевський (біл. Юрый Бандажэўскі,англ. Yury Bandazhevsky; р. 9 січня 1957, БРСР) — білоруський вчений, крупний спеціаліст в галузі радіаційної медицини, доктор медичних наук (1987), професор (1989), дійсний член Нью-Йоркської академії наук. Ректор Гомельського державного медичного університету з дня його заснування 1 листопада 1990 до 2001 року. Спеціалізується на вивченні впливу на організм людини невеликих доз радіації і наслідків Чорнобильської катастрофи.

## Біографія
Закінчив Гродненський державний медичний університет за спеціальністю патологічна анатомія. Докторську дисертацію захистив 1987 року. Того ж року призначений директором Центральної лабораторії наукових досліджень. 1990 року став першим ректором Гомельського медичного університету.
Одружений з 1978 року. Дружина — Галина Бандажевська, лікар-педіатр і кардіолог, кандидат медичних наук.

## Радіаційні дослідження
Обіймаючи посаду ректора Гомельського медичного університету, зацікавився проблемою впливу дрібних доз радіації на здоров'я людини. Спільно з іншими вченими університету дійшов висновку, що проблеми з серцем обумовлені постійним впливом на нього радіації. Так формулює цю теорію сам автор: Радіонукліди цезію, потрапляючи в організм людини, інкорпоруються у серцеві м'язи дуже активно. Цезій створює ефект енергетичного голоду в клітині, а серцевий м'яз є найвразливішим, він першим утилізує цезій. Звідси і виникнення серцево-судинних проблем.
У жовтні 2003 року через проблеми зі здоров'ям і недогляд тюремних лікарів професор опинився в реанімації з гангренозно-флегмонозним апендицитом, який міг привести до перитоніту. Екстрена операція пройшла успішно, й учений вижив.
5 серпня 2005 року, за 5 місяців до закінчення терміну покарання, Бандажевський був звільнений умовно-достроково без права залишати країну протягом 5 місяців. Він провів в ув'язненні понад шість років, два роки були скорочені за амністіями.

## На волі
З 2006 до 2007 року Бандажевській працював за річним контрактом із передачі досвіду з проблематики дії радіації на організм людини у зв'язку з чорнобильською катастрофою у Франції, де написав дві книги. За його словами, зарубіжні учені активно полемізують з його дослідженнями у своїх дисертаціях і на сторінках наукового журналу «Кардіальна токсикологія».
З 2008 року професор мешкає у Вільнюсі.
17 серпня 2008 року за ініціативою Бандажевського в Європарламенті відбулася конференція, за підсумками якої ухвалено декларацію про постчорнобильську ситуацію в Білорусі. Декларація закликає європейське співтовариство продовжити надання допомоги Білорусі в реабілітації найбільш постраждалих регіонів, а також приділити особливу увагу становищу ліквідаторів катастрофи. У документі вітається створення у Вільнюсі міжнародного науково-дослідного центру «Екологія і здоров'я» з організацією міжнародного синдикату з допомоги ліквідаторам